# Tatort: Das Tor zur Hölle
Das Tor zur Hölle ist ein Fernsehfilm aus der Krimireihe Tatort. Der vom ORF produzierte Beitrag ist die 1211. Tatort-Episode und wurde  am 2. Oktober 2022 im SRF, im ORF und im Ersten erstmals ausgestrahlt. Es ist der 53. Fall des österreichischen Ermittlers Moritz Eisner und der 29. gemeinsame Fall des Ermittlerteams Eisner/Fellner.

## Handlung
Moritz Eisner und Bibi Fellner ermitteln den Mordfall eines katholischen Priesters, der ein Amulett mit einem Satanssymbol bei sich trug. Sein Aufgabenbereich lag im Befreiungsdienst, auch als Exorzismus bekannt.
Prälat Gabler von der Erzdiözese Wien wird tot aufgefunden. In der Hand hält er ein satanistisches Amulett.
Der Pressesprecher der Diözese Wilfried Schüssler und Kaplan Raimund klären die Kommissare Eisner und Fellner über den heute praktizierten Befreiungsdienst, im Volksmund Exorzismus genannt, auf. Prälat Gabler war der dafür zuständige Würdenträger.

Bei der anschließenden Überprüfung der Wohnung des Toten, finden die Kommissare eine offene Tür und keine modernen Medien. Die plötzliche Flucht einer vermummten Person überrascht die beiden, es gelingt ihnen nicht, sie zu fassen. Die Person verletzt sich am Kellerfenster und kann dennoch unerkannt und unbehelligt das Gebäude mit dem gestohlenen Notebook verlassen.

Vom Facharzt Dr. Sittsam erfahren sie mehr über die Praktiken beim Exorzismus, und dass die letzte Sitzung mit einer „Nathalie“ durchgeführt wurde. Mehr Fakten sind ihm zu dieser Person nicht bekannt. Die weiteren Ermittlungen führen zu Günther Dambusch und zur Professorin Tea Berkovic, zwei völlig unterschiedlichen Experten in Sachen Exorzismus. Zurück in ihrem Büro erwartet sie Nathalie. Während des Gesprächs erfahren sie einige Details über ihr Erleben des Besessenseins und erleben auch einen kleinen Vorfall.
Nach Feierabend plagen Bibi immer wiederkehrende Erinnerungen aus der Kindheit und einige zusätzliche unerklärliche Phänomene. Eisner dagegen findet an seiner Wohnungstür ein mit Blut gemaltes Pentagramm und eine verwüstete Wohnung vor. Dies führt sie  wieder zu Dambusch, der vom Tor zur Hölle in Wien redet und der notwendigen Empfänglichkeit für paranormale Dinge, um sie auch wahrnehmen zu können.

Die Diözese überlässt den Kommissaren einen kleinen Einblick in einen nicht wirklich erfolgreichen Exorzismus des Prälaten Gabler bei Nathalie, dabei anwesend sind sein jetziger Nachfolger Prälat Raimund und Dr. Sittsam. Bei einem Gespräch in einem Café verrät ein Verband an Berkovics Arm ihren Diebstahl des Notebooks. Sie war wegen der Daten Gablers zum Tor der Hölle daran interessiert. Jetzt beschlagnahmen die Beamten das Notebook. In einer anschließenden Unterredung mit Prälat Raimund erklärt dieser, warum er den Beamten keine direkte Anwesenheit während des Exorzismus gestatten möchte. Später am Abend gibt es weiteres Treffen mit Frau Berkovic an den Koordinaten, die Gabler vom Tor zur Hölle ermittelt hat. Es war in der Nähe des Platzes der letzten Hexenverbrennung in Wien. Im Gras findet Eisner ein gleiches Amulett, wie der tote Prälat in der Hand hielt. Eisners Inspektion von Gablers Notebook offenbart einen ganz anderen Ort als Tor zur Hölle. Berkovic leugnet, den Ordner mit diesem Inhalt gefunden zu haben. Vom anwesenden Dr. Sittsam erfahren die Kommissare, dass Dambusch solche Amulette trug, als er noch besessen war. Ein darauffolgender Besuch mit einem DNA-Test entlastet jenen. Später am Abend erzählt Bibi ihrem Kollegen von ihren Träumen und ihm gelingt eine ebenso einfache wie effiziente Traumdeutung.
Während des Exorzismus, den die Kommissare vor der Tür abwarten müssen, findet Dambusch ein blutiges Pentagramm vor seinem Haus. Berkovic und Sittsam dagegen untersuchen einen Keller im Palais Equitable und stehen bald vor einem Stein mit der Inschrift „Lasciate ogni speranza, voi ch'entrate!“ „Lasst, die ihr eintretet, alle Hoffnung fahren!“ von Dante Alighieri. Ein umgestürztes brennendes Auto rundet das nächtliche Geschehen ab. Am nächsten Morgen stellt es sich als das Auto von Tea Berkovic heraus und das Blut des Pentagramms stammt vom Prälaten Gabler. Wer ist so satanisch veranlagt?

## Hintergrund
Der Film wurde vom 7. Juni 2021 bis zum 5. Juli 2021 in Österreich gedreht.

## Rezeption

### Kritiken
Volker Bergmeister urteilte für Tittelbach.tv: „Ab geht’s ins okkulte Wien. Im neuen ‚Tatort — Das Tor zur Hölle‘ (ORF, Film 27) ermitteln Moritz Eisner und Bibi Fellner im Grenzbereich zwischen Spiritualität, Fakten und irdisch-menschlichen Interessen. Es geht um den Tod eines katholischen Priesters, der ein Amulett mit Satanssymbol bei sich trug, eine Teufelsaustreibung und Menschen, die für paranormale Aktivitäten empfänglich sind. Thomas Roth, Krimi-erfahrener Autor und Regisseur, hat daraus einen stilsicheren Exorzismus-‚Tatort‘ gemacht – durchweg spooky, in den Dialogen diesmal nur behutsam witzig, aber spannend bis zum überraschenden Showdown.“
Für den Der Spiegel wertete Christian Buß: „Im Vergleich zu anderen Sonntagskrimis, die von Satanisten und Exorzisten handeln, liegt Roths neuer Film nun im Mittelfeld: Im Gegensatz zu der vergurkten psychedelischen Teufelsanbeter-Sause der Stuttgarter »Tatort«-Kollegen kommt der Fall der Österreicher samt seines Make-believe-Ansatzes in seinen Mitteln recht souverän daher. Doch gelingt es nicht […], den Stoff irgendwie ins Jetzt zu drehen. Als kalkulierter Horrorschocker, der auf die Bauchregion zielt, wo möglicherweise gerade der Sonntagsbraten verdaut wird, erzielt dieser »Tatort« aber seine Wirkung. Eklig, aber effizient.“
Oliver Armknecht bewertet für Film-Rezensionen: „Dieses Mal schnappte man sich das immer wieder beliebte Subgenre des okkulten Horrors […] Nur will der [Film] eben auch ein Krimi sein […] Zu einem reinen Horrorfilm wird Tatort: Das Tor zur Hölle dadurch nie. Vielmehr versuchte man, beides ein wenig miteinander zu verbinden und Genregrusel mit Rätselspaß zu verbinden – und damit zwei Sorten von Spannung.[…] Dennoch sollte man nicht allzu viel von all dem erwarten. […] Schade ist zudem, dass Regisseur und Drehbuchautor Thomas Roth dann doch mehr Interesse daran hatte, eben diese dämonische Anmutung zu betonen, anstatt eine tatsächliche Geschichte zu erzählen. […] Wer einen Genremix sucht und den Krimialltag vielleicht mal ein wenig variieren möchte, der findet in Tatort: Das Tor zur Hölle zwar eine durchaus brauchbare Möglichkeit, die aber weder als Horror noch als Krimi ganz befriedigend ist. Fazit: […] Phasenweise ist das ganz unterhaltsam, bietet letztendlich aber bei beiden Genres nicht so wahnsinnig viel.“
Bei der Süddeutschen Zeitung schrieb Claudia Fromme: „Witz und Schmäh gibt es im Film von Thomas Roth […] nur sparsam, passt auch nicht zu den Dämonen und Verrückten, die da rumspuken. […] Vor lauter Pathos und verwirrenden Erzählsträngen geht ein wenig die Geschichte verloren, dem Ermittlerduo beim Fürchten zuzuschauen hat aber auch seinen Reiz.“

### Einschaltquoten
Die Erstausstrahlung von Das Tor zur Hölle am 2. Oktober 2022 wurde in Deutschland von 7,75 Millionen Zuschauern gesehen und erreichte einen Marktanteil von 27,9 % für Das Erste. In der als Hauptzielgruppe für Fernsehwerbung deklarierten Altersgruppe von 14–49 Jahren erreichte Das Tor zur Hölle 1,34 Millionen Zuschauer und damit einen Marktanteil von 21,2 Prozent in dieser Altersgruppe.
Im ORF verfolgten durchschnittlich 1,008 Millionen Zuseher die Erstausstrahlung bei einem Marktanteil von 32 Prozent.
Mit einem Marktanteil von 29 Prozent bei den 12- bis 29-Jährigen erzielte „Das Tor zur Hölle“ einen Bestwert für alle bisher jemals in Österreich ausgestrahlten „Tatort“-Krimis um 20.15 Uhr in der Zielgruppe.